# (73427) 2002 LH42
(73427) 2002 LH42 – planetoida z pasa głównego asteroid okrążająca Słońce w ciągu 3,8 lat w średniej odległości 2,43 j.a. Odkryta 10 czerwca 2002 roku.